# Ingå
Ingå (fiń. Inkoo) – gmina w Finlandii, położona w południowej części kraju, należąca do regionu Uusimaa.